# Cambra de Diputats de Mèxic

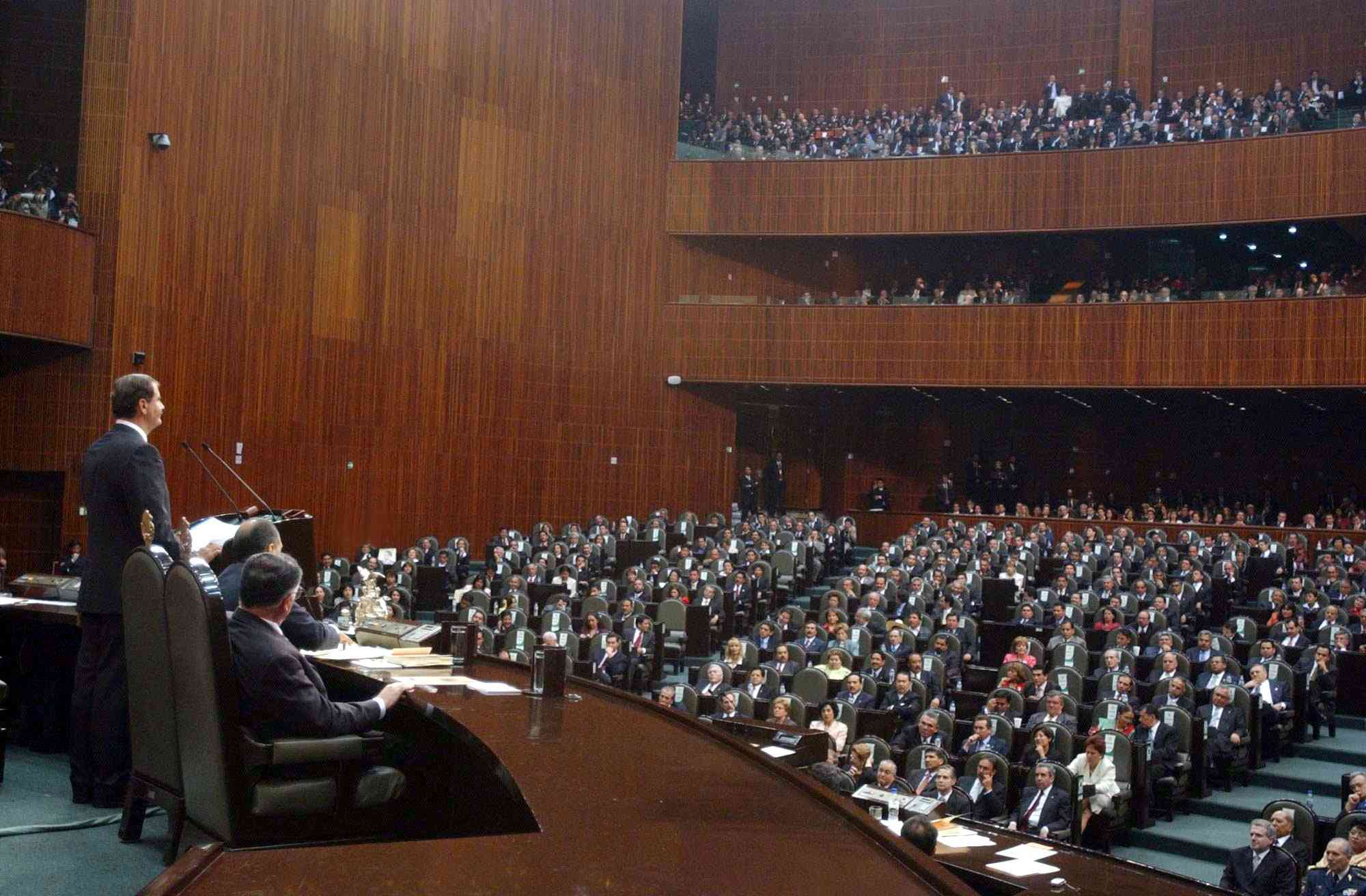
El president Vicente Fox davant la Cambra de Diputats

La Cambra de Diputats (Cámara de Diputados, en castellà), és la cambra baixa del parlament mexicà, el Congrés de la Unió. Està integrat per 500 diputats, dels quals s'elegeixen:
- 300 diputats electes segons el mètode d'escrutini uninominal majoritari—és a dir, per majoria relativa, a cada un dels tres-cents districtes en què està dividit el país; la demarcació territorial d'aquests districtes es determina en dividir la població total del país en districtes de la mateixa grandària poblacional entre els estats de la federació segons l'últim cens de població;
- 200 diputats electes segons el mètode de l'escrutini proporcional plurinominal—és a dir, per representació proporcional, en què el país es divideix en cinc grans circumscripcions nacionals agrupant els estats de la federació, amb llistat de partit obertes. Per ser-hi representat, el partit ha d'aconseguir almenys el 2% dels vots de la circumscripció.

Segons la constitució de 1917, els requeriments per ser diputat són:
- ser ciutadà mexicà de naixement, en ple exercici dels seus drets,
- tenir almenys vint-i-u anys el dia de l'elecció,
- ser originari de l'estat on es faci l'elecció, o veí amb residència efectiva amb més de sis mesos abans de la data de l'elecció per als diputats uninominals; els diputats plurinominals han de ser originaris o veïns d'algun dels estats que conformen la circumscripció;
- no estar de servei actiu a l'exèrcit mexicà ni cap càrrec a la policia o gendarmeria rural almenys noranta dies abans de l'elecció;
- no ser ministre ni subminsitre d'Estat (secretari d'Estat), ni ministre de la Suprema Cort de Justícia i haver renunciat almenys un any (els ministres d'Estat) o dos anys (els ministres de la Cort) abans de l'elecció; i
- no ser ministre de cap culte religiós.